# Wolfgang Haack
Wolfgang Siegfried Haack (24 de abril de 1902 – 28 de noviembre de 1994) fue un matemático y aerodinámico alemán. Él en 1941 y William Sears en 1947 descubrieron de forma independiente el cuerpo Sears-Haack. 

## Vida
Wolfgang Haack estudió ingeniería mecánica en la Universidad Leibniz de Hannover y matemáticas en Jena. Obtuvo su doctorado en 1926 en la Universidad Friedrich Schiller de Jena. Después de un breve período de estudios e investigación en Hamburgo y de un trabajo como asistente en la Universidad Técnica de Stuttgart, se licenció en 1929 en la TH Danzig (ahora Gdańsk). En 1935 se trasladó al TH Berlín y en 1937 siguió la llamada al TH Karlsruhe. Durante la Segunda Guerra Mundial trabajó en el diseño de proyectiles. Aunque el TH Berlín lo invitó a trabajar allí en 1944, Wolfgang Haack no pudo asumir el cargo debido a la guerra. En 1949 sucedió a Georg Hamel como profesor de Matemáticas y Mecánica en el Departamento de Matemáticas y Mecánica de la TU Berlín. Por iniciativa suya, en 1964 se fundó un nuevo Departamento de Matemática Computacional, que ocupó hasta su jubilación en 1968. En 1992, Haack fue nombrado miembro honorario de la Sociedad de Mecánica y Matemáticas Aplicadas. En 1964, Haack fue llamado a la nueva cátedra de matemáticas numéricas, cargo que ocuparía hasta que se le concedió el estatus de emérito en 1968.

## Matemáticas Aplicadas
La interacción de Wolfgang Haack se sitúa en la interfaz entre las matemáticas y la mecánica. Sus áreas de investigación abarcaron desde la mecánica de la geometría diferencial y las ecuaciones diferenciales parciales hasta las matemáticas numéricas. En particular, se ocupó de ecuaciones diferenciales parciales de primer orden tanto elípticas como hiperbólicas. Proveniente de la geometría diferencial, las formas diferenciales de Pfaff siempre fueron de especial preocupación para él. Como ingeniero, siempre estuvo centrado en la investigación aplicada, como la dinámica de gases en flujos supersónicos. Durante su estancia en Berlín, supervisó más de una docena de disertaciones.

## Formas de arrastre mínimo de Haack

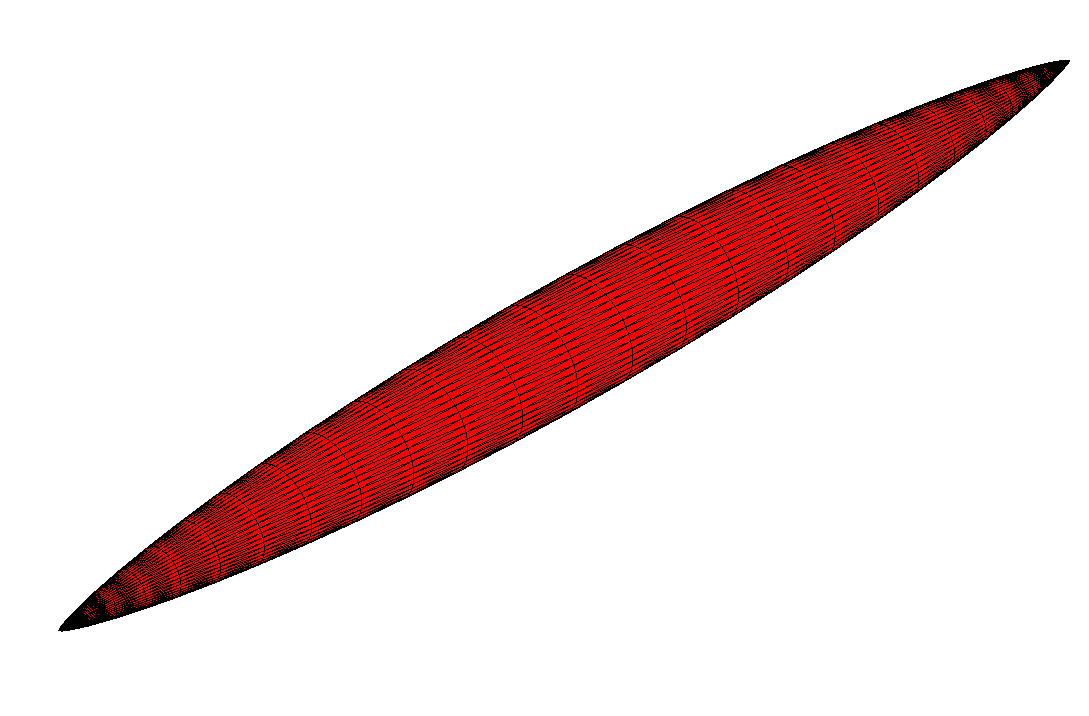
Cuerpo Sears-Haack

Durante la Segunda Guerra Mundial, Haack participó en la investigación militar nazi. Su trabajo sobre una fórmula analítica para formas de cono de punta de proyectil que exhiben la menor resistencia al aire dependiendo del calibre o diámetro y longitud o volumen y longitud del perfil fue publicado en 1941 por la sociedad Lilienthal  pero se mantuvo en secreto durante la Segunda Guerra Mundial.
Las formas Haack o los cuerpos Sears-Haack no son ojivas ni están construidos a partir de otras figuras geométricas. En cambio, las formas son cuerpos de revolución aerodinámicos derivados matemáticamente con el fin de minimizar la resistencia. Las variaciones mínimas en la forma del proyectil pueden cambiar considerablemente la resistencia del aire y, por lo tanto, el alcance efectivo de los proyectiles de armas de alta potencia, especialmente cuando cambian la velocidad de supersónica a transónica y, eventualmente, a regímenes de flujo de aire subsónicos o viceversa durante el vuelo. Para este tipo de aplicaciones, la forma Haack ofrece características significativamente mejoradas en comparación con la ojiva tangente o incluso la ojiva secante que se utiliza a menudo para balas y proyectiles de artillería de muy baja resistencia.  Sólo después del final de la Segunda Guerra Mundial se produjeron proyectiles con forma de Haack para armas de artillería y rifles de francotirador.  Además, las formas de Haack también se aplican en aviones modernos de vuelo rápido. Los aviones de combate son probablemente buenos ejemplos de formas de nariz optimizadas para la región transónica, aunque sus formas de nariz a menudo se ven distorsionadas por otras consideraciones de aviónica y entradas. Por ejemplo, el morro de un F-16 parece parecerse mucho a la forma de un Haack.

## Pionero de las matemáticas numéricas
Haack reconoció desde el principio el potencial de las computadoras para la investigación científica e industrial. Ya en 1950 creó un grupo de trabajo sobre máquinas calculadoras electrónicas. Se puso en contacto con Konrad Zuse con el objetivo de adquirir una calculadora electrónica para la Universidad Técnica de Berlín. La Deutsche Forschungsgemeinschaft asumió que las máquinas informáticas existentes en Darmstadt, Göttingen y Múnich eran suficientes por el momento. Gracias a su solicitud de donaciones de la industria privada, en 1958 se instaló la primera computadora en la Universidad Técnica de Berlín.